# لوسی ون پلت
لوسیل «لوسی» ون پلت (انگلیسی: Lucille "Lucy" Van Pelt) یک شخصیت خیالی در کمیک استریپ بادام زمینی‌ها است که توسط چارلز شولتس نوشته و طراحی شده است. او خواهر بزرگ‌تر لاینس و ریران است. لوسی به‌عنوان دختری متفکر شناخته می‌شود که بیشتر شخصیت‌های دیگر در کمیک استریپ، به‌ویژه لاینس و چارلی براون را اذیت می‌کند.